# Partire prima di giorno
Partire prima di giorno (Partir avant le jour) è un romanzo di Julien Green, pubblicato nel 1963 e vincitore del Grand Prix national des lettres nel 1966. Nello stesso anno uscì in italiano, nella traduzione di Marina Valente.
Il libro è stato tradotto in spagnolo, tedesco, finlandese, giapponese, polacco, inglese.

## Trama
Denominato romanzo, in realtà costituisce il primo volume dell'autobiografia di Julien Green. Si svolge tra gli anni 1904 circa, e 1917, cioè gli anni dell'infanzia e dell'adolescenza dell'autore, fino al suo arruolamento nelle forze armate statunitensi in Francia, durante la prima guerra mondiale.
Nelle pagine del libro si avverte, molto sentita, la presenza dei genitori di Julien Green; invece i numerosi fratelli (sorelle) sono trattati in modo intermittente. Ciò dipende dal fatto che il futuro scrittore era il minore di almeno sette figli, alcuni dei quali già da tempo lontani dalla famiglia oppure presenti a intervalli.
Perciò non compare mai, ma è solo nominato, l'unico fratello maschio, Charles, che si trovava già negli Stati Uniti. Le sorelle, Mary, Eleonore, Anne, Lucy e Retta, sono abbozzate nei loro molteplici talenti, ma vi è sempre una certa vaghezza sulla loro vita. È singolare che, in questo libro, non si senta la presenza di una cugina orfana, accolta in casa a nove anni, perciò quasi coetanea dell'autore. Eppure la cugina (Sarah) avrà un posto importante nel seguente volume della autobiografia di Green, Mille strade aperte.

## Tematiche
- La madre - Protestante, anglofona, poco integrata nell'ambiente francese e dedita ad una sorveglianza costante sull'ultimogenito, la madre dell'autore ha un posto di preminenza in questo libro. Il piccolo ultimo nato non è in grado di capire l'ossessiva sorveglianza esercitata dalla mamma sulle sue naturali tendenze a scoprire il proprio corpo. Inoltre non è in grado di capire che una malattia sta consumando la donna, la quale morirà intorno al quattordicesimo anno del figlio. Invece egli comprende benissimo l'attaccamento della madre al proprio Paese natale (la Georgia negli Stati Uniti,  e la sua irrequietezza religiosa, (vorrà morire nella religione anglicana, rifiutando, con garbo, la conversione al Cattolicesimo).
- Case e strade - La famiglia Green, nel corso degli anni narrati, si trasferirà in diversi alloggi parigini, tutti di buon livello, per approdare stabilmente verso il 1910 in Rue Cortambert. Le varie sistemazioni interne e le peregrinazioni nelle strade del quartiere, soprattutto sul lungo Senna, riaffioreranno con potente suggestione in altri lavori dello scrittore, come Relitti e l'ultima parte di Varuna.
- I rapporti con i coetanei - In questi anni, Green ha contatti praticamente solo con i compagni delle scuole frequentate. Già si avvertono i segnali, non riconosciuti dal ragazzo, delle sue tendenze sessuali e sentimentali. Ma più di tutto, emerge la difficoltà a dialogare e a condividere semplici esperienze; dramma sviluppato in numerosi altri libri, sia romanzi, sia appartenenti all'autobiografia.
- La conversione al Cattolicesimo - Una cospicua parte del libro è dedicata all'evento che, dopo la scomparsa della madre, assorbì molti membri della famiglia Green. Il padre e almeno tre sorelle di Julien entrarono nel Cattolicesimo e pertanto si creò una convivenza domestica pluriconffessionale con chi non lasciò il Protestantesimo. Nella fattispecie, la religione originariamente professata dalla famiglia era l'Anglicanesimo. Quando anche Julien volle diventare cattolico, ci fu l'aspettativa che egli volesse abbracciare la vita monastica o il sacerdozio. Sebbene i più stretti familiari del giovanissimo Green fossero attenti a non turbarlo, si comprende molto bene che egli subì delle pressioni poco comprensibili, da parte almeno di un padre spirituale, e che pertanto rimase ancor più confuso, passando attraverso i più vari e bizzarri stati d'animo.

## Conclusione
L'entrata in guerra degli Stati Uniti nel 1917, incoraggiò i Green a varie forme di arruolamento. Le sorelle di Julien, Lucy e Retta si impiegarono all'ospedale militare americano, Julien si arruolò nella Croce Rossa, divenendo autista o collaboratore di ambulanze. La scena finale ce lo mostra, con i commilitoni, ad attendere la partenza per il fronte all'alba del giorno seguente.

## Edizioni in italiano
- J. Green, Partire prima di giorno, trad. di Marina Valente, ed. Rizzoli, Milano 1966;